# 加積
加積（堆積）（英語：aggregation）是指在沉積盆地中，外來沉積物的供應量，相同沉積盆地的下降量。就會造成加积。典型的加積環境包括沖積河流、河流三角洲和沖積扇。